# أندرو بيتر ماكنزي
أندرو بيتر ماكنزي (بالإنجليزية: Andrew P. MacKenzie)‏ هو فيزيائي بريطاني، ولد في 7 مارس 1964 في Elderslie, Scotland ‏ في المملكة المتحدة.